# Chris Bunch
Chris Bunch, né le 22 décembre 1943 à Fresno en Californie et mort le 4 juillet 2005  à Ilwaco dans l'État de Washington, est un écrivain américain de science-fiction et fantasy.

## Biographie
Chris Bunch est un écrivain et scénariste de télévision de science-fiction et fantasy américain qui a écrit et coécrit près d'une trentaine de romans. 
Il a collaboré avec Allan Cole (en) sur une série de livres comportant un héros nommé Sten dans un empire galactique. 
Il a fait partie des premières troupes envoyées au Viêt Nam, a servi comme commandant de patrouille et correspondant de guerre pour la revue Stars and Stripes. 
Il est mort le 4 juillet 2005 des suites d'une longue maladie pulmonaire

## Œuvres

### SérieThe Stern Chronicles
Cette série est coécrite avec Allan Cole (en).
1. (en) Sten, 1982
2. (en) The Wolf Worlds, 1984
3. (en) The Court of a Thousand Suns, 1986
4. (en) Fleet of the Damned, 1988
5. (en) Revenge of the Damned, 1989
6. (en) The Return of the Emperor, 1990
7. (en) Vortex, 1992
8. (en) Empire's End, 1993

### SérieAnteros
Cette série est coécrite avec Allan Cole (en).
1. (en) The Far Kingdoms, 1993
2. (en) The Warrior's Tale, 1994
3. (en) Kingdoms of the Night, 1995

### SérieThe Seer King
1. (en) The Seer King, Aspect/Warner Books, 1998  (ISBN 0446605247)
2. (en) The Demon King, Aspect, 1998  (ISBN 0446673277)
3. (en) The Warrior King, Aspect, 1999  (ISBN 0446674567)

### SérieDragon Master
1. Les Ailes de l'orage, Milady, coll. Fantasy, 2009 ((en) Storm of Wings, 2002), trad. Dominique Beugras, 432 p.  (ISBN 978-2811201029)
2. L'Ordre du dragon, Milady, coll. Fantasy, 2009 ((en) Knighthood of the Dragon, 2003), trad. Dominique Beugras, 384 p.  (ISBN 978-2811201807)
3. La Dernière Bataille, Milady, coll. Fantasy, 2010 ((en) The Last Battle, 2004), trad. Dominique Beugras, 333 p.  (ISBN 978-2811202958)

### SérieThe Last Legion
1. (en) The Last Legion, Roc, 1999  (ISBN 0451456866)
2. (en) Firemask, Roc, 2000  (ISBN 0451456874)
3. (en) Stormforce, Roc, 2000  (ISBN 0451456882)
4. (en) Homefall, ROC, 2001  (ISBN 0451458419)

### SérieShadow Warrior
1. (en) The Wind After time, Ballantine Books, 1996  (ISBN 034538735X)
2. (en) Hunt the Heavens, Ballantine Books, 1996  (ISBN 0345387368)
3. (en) The Darkness of God, Ballantine Books, 1997  (ISBN 0345387376)

### SérieStar Risk
1. (en) Star Risk, Ltd, ROC, 2002  (ISBN 0451458893)
2. (en) The Scoundrel Worlds, Roc, 2003  (ISBN 0451459369)
3. (en) The Doublecross Program, ROC, 2004  (ISBN 0451459865)
4. (en) The Dog from Hell, Roc, 2005  (ISBN 0451460391)

### Romans indépendants
- (en) A Reckoning For Kings, 1987Écrit avec Allan Cole (en).
- (en) The Empire Stone, 2000  (ISBN 3-442-24965-1)
- Corsaire, Bragelonne, coll. Fantasy, 2007 ((en) Corsair, 2001), trad. Frédéric Le Berre, 368 p.  (ISBN 978-2352941064)